# نيكوتينات الألمنيوم
نيكوتينات الألمنيوم هو من مشتقات الناياسين وله نفس خواص الناياسين (أو حامض النيكوتينيك).
نيكوتينات الألمنيوم من الممكن استخدامه في حالات ارتفاع نسبة الكوليسترول في الدم حيث أن له فعالية في تخفيض نسبة الكوليسترول كما أن له مفعولا موسعا للوعية الدموية لذلك من الممكن استخدامه في بعض أمراض الأوعية الدموية المحيطية.

## الفعالية العلاجية
- يخفض مستوى الدهون الثلاثية.
- انخفاض بسيط لمستوى اللايبوبروتين LDL.
- زيادة في مستوى اللايبوبروتين HDL.

## روابط خارجية ومصادر
- الأبحاث العلمية من موقع المكتبة الوطنية الطبية الأمريكية NML